# Toni Wolff

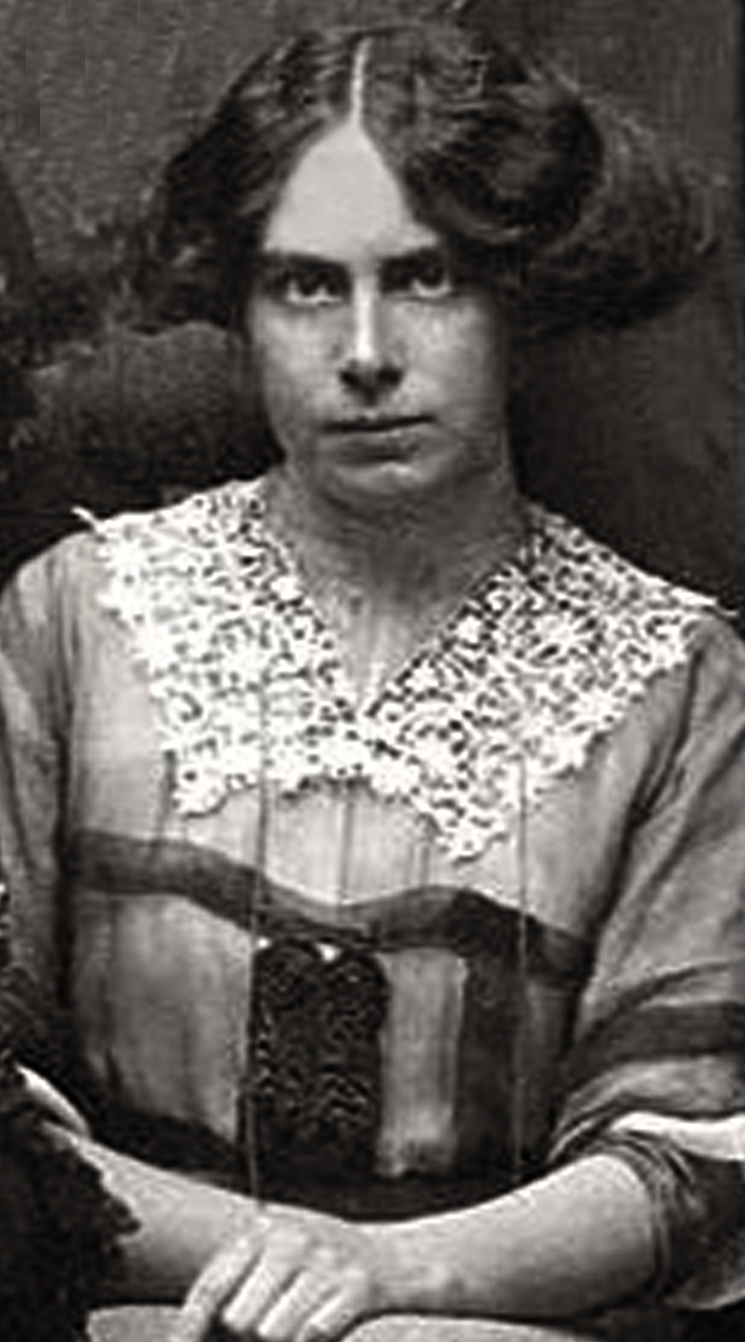
Toni Wolff 1911

Toni Anna (Antonia) Wolff (geb. 18. September 1888 in Zürich, gestorben 21. März 1953 ebenda) war eine Schweizer Analytikerin der Jung’schen Psychologie und eine enge Mitarbeiterin von C. G. Jung. Während ihrer analytischen Karriere publizierte Wolff relativ wenig unter ihrem eigenen Namen, aber sie half Jung einige seiner wichtigsten und bekanntesten Konzepte zu definieren und zu beschreiben, so Anima und Animus und Persona, wie auch die Theorie der Psychologischen Typen. Ihre bekannteste Veröffentlichung war ein Essay über die vier «Typen» oder Aspekte der weiblichen Psyche: die Amazone, die Mutter, die Hetaira und die Mediale Frau.

## Biographie
Toni Wolff wurde 1888 als ältestes von drei Mädchen in eine wohlhabende Zürcher Familie geboren. Von den Eltern Arnold Wolff (1846–1909) und Anna, geborene Sutz (1867–1940) ermutigt, kreative Interessen zu verfolgen, begeisterte sie sich für Philosophie und Mythologie sowie für Astrologie. Ihr Vater verweigerte ihr eine universitäre Ausbildung mit der Begründung, dass es für eine junge Frau ihres Standes nicht opportun sei, eine offizielle Ausbildung zu haben. Wolff verfolgte ihre Studien als eine unimmatrikulierte Studentin.
Im Dezember 1909, als sie 21 Jahre alt war, starb ihr Vater, und sie fiel in eine tiefe Depression. Toni Wolff begann am 20. September 1910 eine analytische Therapie bei C. G. Jung, der sofort von ihrem Intellekt beeindruckt war. Jung behandelte ihre Depression, indem er sie ermutigte, ihren Intellekt zu gebrauchen. Sie wurde eine von vielen Frauen, die von Jung angezogen wurden, weil er ihnen erlaubte, ihre geistigen Interessen und Fähigkeiten in den Dienst der Analytischen Psychologie zu stellen.
Wolff assistierte Jung bei seinen Forschungen und begleitete ihn und seine Ehefrau Emma Jung an eine psychiatrische Konferenz in Weimar 1911. Zu dieser Zeit beschrieb Jung Toni Wolff in einem Brief an Freud als seine neue Entdeckung, die mit einem bemerkenswerten Intellekt und einem ausgezeichneten Gefühl für Religion und Philosophie gesegnet sei. Jung beendete die Therapie von Wolff Ende 1911. Nach einiger Zeit nahm er wieder Kontakt zu ihr auf, da er sich weiterhin sehr zu ihr hingezogen fühlte.

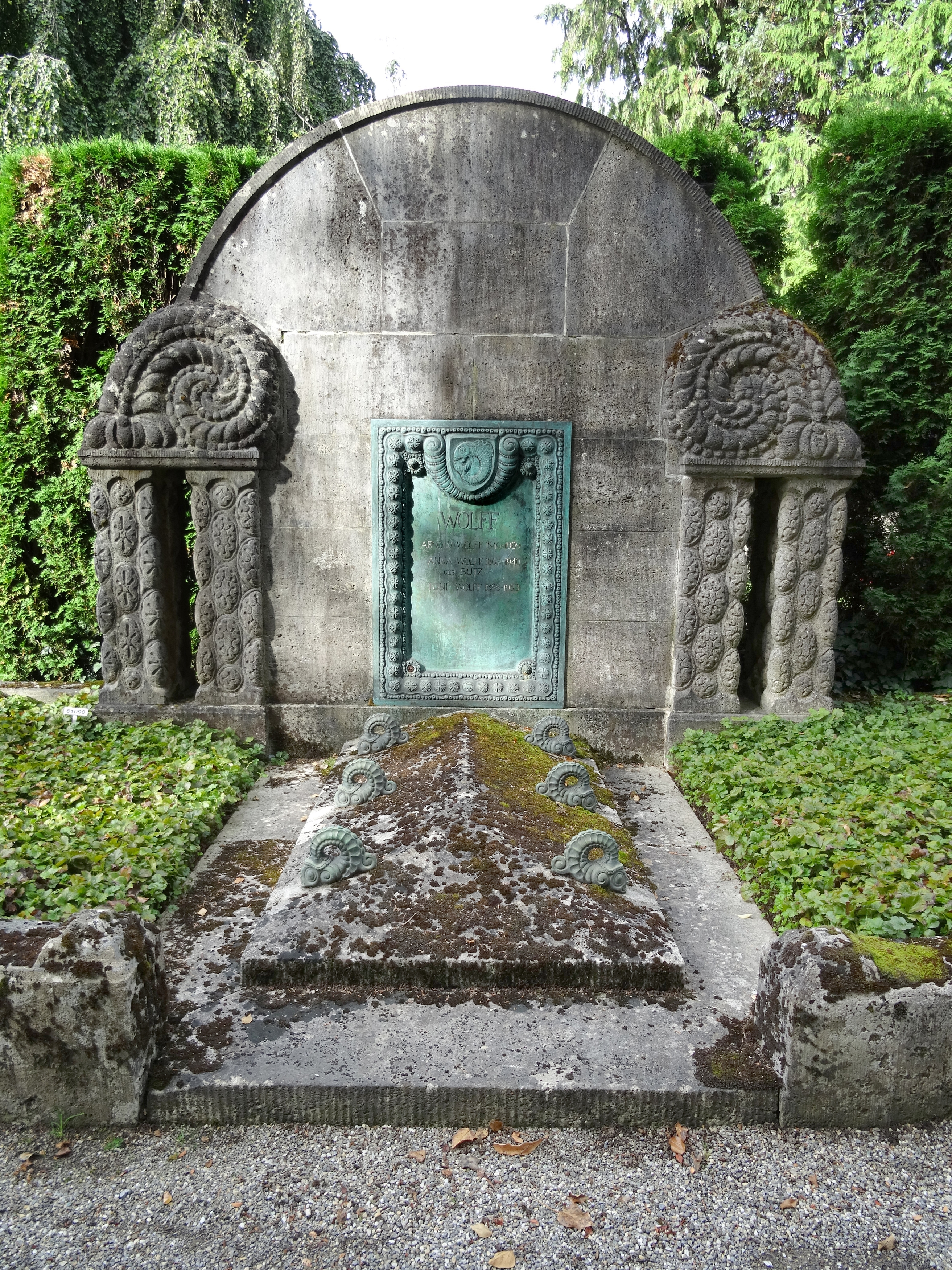
Grab, Friedhof Enzenbühl, Zürich

Wolffs Beziehung mit Jung war zentral für ihre Entwicklung als Analytikerin und als Mitglied des frühen Analytischen Psychologischen Zirkels in Zürich. Sie wurde zu einer vielbeachteten Analytikerin. Viele Insider stuften ihr therapeutisches Können höher ein als jenes von Jung. Tina Keller Jenny attestierte: «Ich betrachte ihre Arbeit als Kunst. Sie war eine äusserst talentierte Therapeutin. Ich sagte Dr. Jung, dass er mir nie so hätte helfen können, wie Toni Wolff dies tat.» Irene Champernowe beschreibt: «Ich fühlte mich immer näher bei Jungs innerer Weisheit, wenn ich mit ihr zusammen war und nicht mit ihm. Sie war ... der innere Kompagnon bei seiner Reise ins Unbewusste.» Nachdem Wolff als erste Frau in den Vorstand des Psychologischen Clubs Zürich gewählt worden war, wurde sie auch zur Präsidentin erkoren, was sie 21 Jahre lang blieb.
Vorrangig zur Publikation von Jungs Gesammelten Werken amtete sie als Junior-Herausgeberin für Jungs Papiere. Sie sammelte sie und bereitete diese zur weiteren Verbreitung vor. Neben dem erwähnten Essay über die vier weiblichen Grundstrukturen schrieb sie mehrere Artikel. Die meisten betrafen die Bildung der zunehmenden Zahl an Studenten, die nach Zürich kamen, um die Analytische Psychologie zu lernen. Als das Zürcher C. G. Jung Institut 1948 eröffnet wurde, erteilte Wolff Trainingsseminare für die Analytiker-Kandidaten.
In ihren späteren Jahren litt Wolff an einer schweren Arthritis, die wahrscheinlich von ihrem freiwilligen Militäreinsatz in der neutralen Schweiz im Zweiten Weltkrieg herrührte. Sie rauchte auch ihr ganzes Leben lang, was sich auf ihre Gesundheit auswirkte.
Toni Wolff starb plötzlich am 21. März 1953 im Alter von 64 Jahren. Die Todesursache blieb unbekannt, wahrscheinlich war es ein Herzinfarkt. Ihre letzte Ruhestätte befindet sich auf dem Friedhof Enzenbühl in Zürich.

## Beziehung zu C. G. Jung

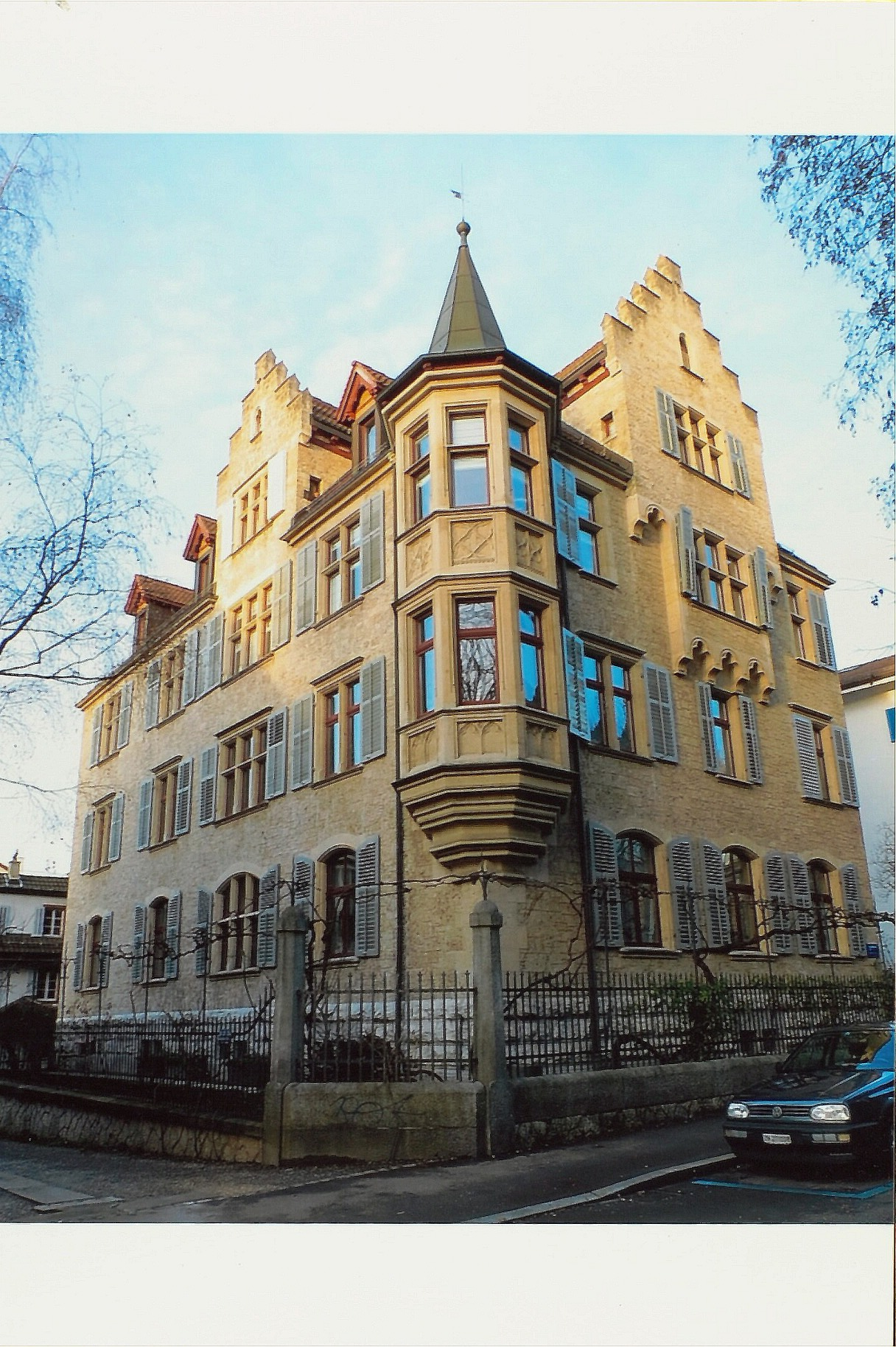
C. G. Jung-Institut, Gemeindestrasse Zürich

Ein Jahr nach der Beendigung von Wolffs Therapie hatte Jung mehrere Träume, die ihn dazu brachten, die Beziehung zu seiner ehemaligen Patientin wieder aufzunehmen. Er schrieb ihr 1913 einen Brief. Sie wurde bald zu seiner wichtigsten intellektuellen Mitarbeiterin. Gleichzeitig entwickelte sich immer mehr eine intime Beziehung. Die Intensität dieser Beziehung führte zu Spannungen in Jungs Ehe. Es wurde aber eine Übereinkunft getroffen, da klar wurde, dass Jung keine der beiden Frauen aufgeben wollte. Er nannte Wolff seine «zweite Frau». Jung suchte eine «Anima», und Wolff passte in die Rolle. Sie war eine häufige Besucherin des Jung’schen Hauses, meistens um mit Jung an seinen Projekten vom späten Morgen bis zur Essenszeit zu arbeiten. Vom Familienessen war sie jedoch ausgeschlossen, obwohl am Nachmittag weiter gearbeitet wurde. Toni Wolff nahm aber gewöhnlich am sonntäglichen Mittagessen teil.
1916 gründeten die Ehepaare McCormick-Rockefeller und Jung – gemeinsam mit Zürcher Vertretern der Komplexen Psychologie – den Psychologischen Club Zürich. Die Präsidentschaft übernahm Emma Jung bis 1920. Toni Wolff leitete den Club von 1928 bis 1945. Nachdem C.A. Meier das Präsidium von ihr übernommen hatte, arbeitete sie noch weitere sieben Jahre als Schriftführerin (Aktuarin) mit. 1952 wurde Wolff zur Ehrenpräsidentin des Clubs ernannt.
Jung wurde bei offiziellen sowie privaten Anlässen immer von beiden Frauen begleitet. Dieses Arrangement befriedigte Jungs «polygame Neigungen», wie es Jung selber formulierte, und passte in sein Gebaren, Zeit seines Lebens seine Affektionen auf eine Zahl – wie er es nannte – «Jungfrauen» zu verteilen. Einige seiner Biografen beklagen allerdings, dass dieses Arrangement Tonis und Emmas Selbstwertgefühl sehr verletzte und ihnen beiden enormes Leid zufügte.
In den frühen 1930er Jahren begann Jung, sich für Alchemie zu interessieren, aber Wolff verweigerte ihm dabei die Gefolgschaft. Es wurde vermutet, dass sie dabei nicht mitmachte, da sie fühlte, dass sich Jung so ins Abseits der Wissenschaftlichkeit manövrierte, indem er sich um diese geheimnisvollen Themen kümmerte. Aber laut Marie-Louise von Franz, die in der Erforschung der alchimistischen Literatur seine wichtigste Kollegin wurde, war Wolffs Bindung ans Christentum der wahre Grund. Trotz Wolffs Weigerung, Jung in seinen Studien der Alchemie zu begleiten, blieb sie für den Rest ihres Lebens der Analytischen Psychologie loyal und eng verbunden. Nach seinem Herzinfarkt 1944 entfernte sich Jung emotional von Wolff. Nach ihrem Tod 1953 nahm er nicht an ihrer Beerdigung teil. Seine Kollegin Barbara Hannah meinte, seine schlechte Gesundheit sowie seine tiefe Trauer seien die Gründe für seine Abwesenheit gewesen. Zur Erinnerung an Wolff gestaltete Jung einen Stein. Er arrangierte chinesische Schriftzeichen vertikal, die besagten: «Toni Wolff Lotus Nun Mysterious». Kurz vor seinem Tod erzählte Jung seinem Kollegen Laurens van der Post, dass Wolff der «Duft» seines Lebens gewesen sei und Emma sein «Fundament».

## Werke
- Studien zu C. G. Jungs Psychologie. Daimon-Verlag, Erste Auflage Zürich 1959, Zweite Auflage 1981, ISBN 978-3-85630-006-7.
- Strukturformen der weiblichen Psyche. (geschrieben 1951, publiziert 1956 in Studien zu C.G. Jungs Psychologie) ISBN 3-85630-627-7